# The Atlantic Cup
La Atlantic Cup è un torneo disputato nei primi mesi dell'anno in Algarve (Portogallo) da squadre europee provenienti da campionati sospesi per la pausa invernale, ovvero principalmente da Scandinavia, Russia ed Europa centrale.
Organizzato dall'ex centrocampista svedese del Benfica e Arsenal Stefan Schwarz e dall'ex portiere inglese del Millwall Brian Horne, si disputa dal 2011; la copertura televisiva viene offerta da Eurosport ed Eurosport 2.

## Formula
Alla Atlantic Cup partecipano 8 squadre che vengono divise in due gironi da 4 ciascuno. Ciascuna squadra disputa 3 partite in totale: 2 nel girone più una finale (ce ne sono 4: per il 1º, 3º, 5º e 7º posto).
Nei gironi la classifica è completa dopo la seconda giornata (quindi non viene incontrata la terza avversaria) e vengono assegnati 3 punti per la vittoria e 0 per la sconfitta. In caso di pareggio si va ai tiri di rigore: chi vince prende 2 punti, chi perde solo 1.
Le vincenti dei gironi disputano la finale allo Estádio Algarve di Faro. Per il torneo si usano anche
l'Estádio da Nora e l'Estádio Municipal di Albufeira o l'Estádio Bela Vista di Parchal (frazione di Lagoa).

## Albo d'oro
| Anno | Part. | Formula       | Vincitore             | 2º classificato | 3º classificato | 4º classificato |
| ---- | ----- | ------------- | --------------------- | --------------- | --------------- | --------------- |
| 2011 | 4     | girone        | Elfsborg              | Odense          | Helsingborg     | Brøndby         |
| 2012 | 6     | girone+finale | Midtjylland           | Dinamo Zagabria | Wisła Cracovia  | Odense          |
| 2013 | 3     | girone        | Rapid Vienna          | Silkeborg       | Skënderbeu      | -               |
| 2014 | 8     | girone        | Copenaghen            | Örebro          | Spartak Mosca   | Breiðablik      |
| 2015 | 8     | gironi+finali | Dinamo Mosca          | Örebro          | Brøndby         | IFK Göteborg    |
| 2016 | 8     | gironi+finali | Zenit San Pietroburgo | Örebro          | Aarhus          | Lokomotiv Mosca |
| 2017 | 8     | gironi+finali | Rijeka                | Jablonec        | Šachtar         | Debrecen        |
| 2018 | 8     | gironi+finali | Dalkurd               | Beijing Guoan   | Aarhus          | Jablonec        |
| 2019 | 9     | girone        | Salisburgo            | Jablonec        | IFK Norrköping  | Slavia Praga    |
| 2020 | 8     | gironi+finali | Aarhus                | Copenaghen      | Brøndby         | Slavia Praga    |
| 2022 | 8     | girone        | Zenit San Pietroburgo | Copenaghen      | Halmstad        | Breiðablik      |
| 2023 | 10    | girone        | Brøndby               | Copenaghen      | Viking          | Midtjylland     |
| 2024 | 11    | girone        | Silkeborg             | Fredrikstad     | Copenaghen      | Brøndby         |

## Edizioni

### 2011
La prima edizione della Atlantic Cup è stata disputata da due squadre danesi e due svedesi con un girone all'italiana ed è stata appannaggio dell'Elfsborg.
| Squadre     | P.ti | G | V | N | P | GF | GS | DR |
| ----------- | ---- | - | - | - | - | -- | -- | -- |
| Elfsborg    | 7    | 3 | 2 | 1 | 0 | 6  | 3  | +3 |
| Odense      | 5    | 3 | 1 | 2 | 0 | 5  | 4  | +1 |
| Helsingborg | 4    | 3 | 1 | 1 | 1 | 4  | 4  | 0  |
| Brøndby     | 0    | 3 | 0 | 0 | 3 | 3  | 7  | -4 |

| data       | incontri               | ris.  |
| ---------- | ---------------------- | ----- |
| 27.01.2011 | Brøndby - Odense       | 2 - 3 |
| 28.01.2011 | Elfsborg - Helsingborg | 3 - 1 |
| 31.01.2011 | Helsingborg - Odense   | 1 - 1 |
| 31.01.2011 | Elfsborg - Brøndby     | 2 - 1 |
| 03.02.2011 | Brøndby - Helsingborg  | 0 - 2 |
| 03.02.2011 | Elfsborg - Odense      | 1 - 1 |

### 2012
Nella seconda edizione le squadre (provenienti da 5 paesi) salgono a 6. Le squadre incontrano solo 3 avversarie ciascuna, dopodiché le due prime classificate si qualificano per la finale. La vittoria finale arride al Midtjylland che prevale sulla Dinamo Zagabria.
| Squadre         | P.ti | G | V | N | P | GF | GS | DR |
| --------------- | ---- | - | - | - | - | -- | -- | -- |
| Dinamo Zagabria | 7    | 3 | 2 | 1 | 0 | 5  | 2  | +3 |
| Midtjylland     | 7    | 3 | 2 | 1 | 0 | 6  | 4  | +2 |
| Wisła Cracovia  | 6    | 3 | 2 | 0 | 1 | 5  | 3  | +2 |
| Odense          | 3    | 3 | 1 | 0 | 2 | 3  | 5  | -2 |
| Rapid Vienna    | 1    | 3 | 0 | 1 | 2 | 3  | 5  | -2 |
| Helsingborg     | 1    | 3 | 0 | 1 | 2 | 1  | 4  | -3 |

| data       | incontri                      | ris.  |
| ---------- | ----------------------------- | ----- |
| 28.01.2012 | Helsingborg - Wisla Cracovia  | 0 - 2 |
| 28.01.2012 | Rapid Vienna - Midtjylland    | 1 - 2 |
| 29.01.2012 | Dinamo Zagabria - Odense      | 3 - 1 |
| 01.02.2012 | Helsingborg - Dinamo Zagabria | 0 - 1 |
| 01.02.2012 | Midtjylland - Wisla Cracovia  | 3 - 2 |
| 02.02.2012 | Rapid Vienna - Odense         | 1 - 2 |
| 04.02.2012 | Helsingborg - Rapid Vienna    | 1 - 1 |
| 05.02.2012 | Dinamo Zagabria - Midtjylland | 1 - 1 |
| 05.02.2012 | Wisla Cracovia - Odense       | 1 - 0 |

| Arbitro: | Duarte Gomes (Lisbona) |

|                 |           |  |
| Danny Olsen 76’ | Marcatori |  |

### 2013
Nella terza edizione hanno partecipato solo 3 squadre, i risultati di Farense e Mattersburg non sono stati conteggiati per la classifica. Il Rapid Vienna si aggiudica il triangolare.
| Squadre      | P.ti             | G                | V                | N                | P                | GF               | GS               | DR               |
| ------------ | ---------------- | ---------------- | ---------------- | ---------------- | ---------------- | ---------------- | ---------------- | ---------------- |
| Rapid Vienna | 6                | 2                | 2                | 0                | 0                | 3                | 1                | +2               |
| Silkeborg    | 3                | 2                | 1                | 0                | 1                | 5                | 4                | +1               |
| Skënderbeu   | 0                | 2                | 0                | 0                | 2                | 2                | 5                | -3               |
| Farense      | fuori classifica | fuori classifica | fuori classifica | fuori classifica | fuori classifica | fuori classifica | fuori classifica | fuori classifica |
| Mattersburg  | fuori classifica | fuori classifica | fuori classifica | fuori classifica | fuori classifica | fuori classifica | fuori classifica | fuori classifica |

| data       | incontri                  | ris.  |
| ---------- | ------------------------- | ----- |
| 24.01.2013 | Skënderbeu - Silkeborg    | 2 - 4 |
| 24.01.2013 | Farense - Rapid Vienna    | 0 - 0 |
| 28.01.2013 | Rapid Vienna - Skënderbeu | 1 - 0 |
| 28.01.2013 | Silkeborg - Mattersburg   | 1 - 1 |
| 31.01.2013 | Rapid Vienna - Silkeborg  | 2 - 1 |
| 31.01.2013 | Skënderbeu - Mattersburg  | 0 - 4 |

### 2014
Nella quarta edizione le squadre partecipanti sono salite ad 8 da 6 paesi. Vengono introdotti i tiri di rigore in caso di pareggio, in tal caso viene dato 1 punto supplementare a chi vince dagli "11 metri". I danesi del Copenaghen hanno vinto il torneo vincendo tutte le 3 partite disputate senza subire reti. Gli svedesi dell'Örebro si sono piazzati secondi pur vincendo tutte le partite, ma con una differenza reti peggiore rispetto ai primi.
| Squadre          | P.ti | G | V | N | P | GF | GS | DR  |
| ---------------- | ---- | - | - | - | - | -- | -- | --- |
| Copenaghen       | 9    | 3 | 3 | 0 | 0 | 11 | 0  | +11 |
| Örebro           | 9    | 3 | 3 | 0 | 0 | 8  | 2  | +6  |
| Spartak Mosca    | 6    | 3 | 2 | 0 | 1 | 5  | 7  | -2  |
| Breiðablik       | 5    | 3 | 1 | 1 | 1 | 3  | 4  | -1  |
| Mattersburg      | 4    | 3 | 1 | 1 | 1 | 6  | 5  | +1  |
| Slovan Liberec   | 3    | 3 | 1 | 0 | 2 | 2  | 7  | -5  |
| Midtjylland      | 0    | 3 | 0 | 0 | 3 | 3  | 6  | -3  |
| FH Hafnarfjörður | 0    | 3 | 0 | 0 | 3 | 4  | 11 | -7  |

| data       | incontri                      | ris.  | (dtr) |
| ---------- | ----------------------------- | ----- | ----- |
| 04.02.2014 | Breiðablik - Mattersburg      | 1 - 1 | (4-3) |
| 05.02.2014 | Örebro - Hafnarfjörður        | 4 - 1 |       |
| 05.02.2014 | Slovan Liberec - Midtjylland  | 2 - 1 |       |
| 07.02.2014 | Breiðablik - Midtjylland      | 2 - 1 |       |
| 07.02.2014 | Copenaghen - Slovan Liberec   | 4 - 0 |       |
| 08.02.2014 | Örebro - Mattersburg          | 2 - 1 |       |
| 09.02.2014 | Hafnarfjörður - Spartak Mosca | 1 - 3 |       |
| 10.02.2014 | Slovan Liberec - Örebro       | 0 - 2 |       |
| 10.02.2014 | Copenaghen - Breiðablik       | 2 - 0 |       |
| 11.02.2014 | Mattersburg - Hafnarfjörður   | 4 - 2 |       |
| 11.02.2014 | Midtjylland - Spartak Mosca   | 1 - 2 |       |
| 13.02.2012 | Spartak Mosca - Copenaghen    | 0 - 5 |       |

### 2015
Nella quinta edizione le 8 squadre vengono divise in 2 gironi. Dopo due giornate la classifica è completa e ogni squadra incontra l'omologa dell'altro girone per la finale.
| GIRONE A     | P.ti | G | V | N | P | GF | GS | DR |
| ------------ | ---- | - | - | - | - | -- | -- | -- |
| Dinamo Mosca | 6    | 2 | 2 | 0 | 0 | 4  | 1  | +3 |
| IFK Göteborg | 3    | 2 | 1 | 0 | 1 | 3  | 3  | 0  |
| Jablonec     | 3    | 2 | 1 | 0 | 1 | 3  | 3  | 0  |
| Copenaghen   | 0    | 2 | 0 | 0 | 2 | 1  | 4  | -3 |

| GIRONE B       | P.ti | G | V | N | P | GF | GS | DR |
| -------------- | ---- | - | - | - | - | -- | -- | -- |
| Örebro         | 5    | 2 | 1 | 1 | 0 | 3  | 2  | +1 |
| Brøndby        | 3    | 2 | 1 | 0 | 1 | 2  | 1  | +1 |
| Mladá Boleslav | 3    | 2 | 1 | 0 | 1 | 1  | 2  | -1 |
| Midtjylland    | 1    | 2 | 0 | 1 | 1 | 1  | 2  | -1 |

| data       | incontri                     | ris.  | (dtr) |
| ---------- | ---------------------------- | ----- | ----- |
| 30.01.2015 | Dinamo Mosca - Copenaghen    | 2 - 1 |       |
| 31.01.2015 | Midtjylland - Örebro         | 1 - 1 | (3-4) |
| 31.01.2015 | Brøndby - Mladá Boleslav     | 2 - 0 |       |
| 01.02.2015 | Göteborg - Jablonec          | 3 - 1 |       |
| 03.02.2015 | Örebro - Brøndby             | 2 - 1 |       |
| 03.02.2015 | Mladá Boleslav - Midtjylland | 1 - 0 |       |
| 04.02.2015 | Dinamo Mosca - Göteborg      | 2 - 0 |       |
| 04.02.2015 | Jablonec - Copenaghen        | 2 - 0 |       |

| Squadra 1              | Risultato | Squadra 2      |
| ---------------------- | --------- | -------------- |
| FINALE PER IL 1º POSTO |           |                |
| Dinamo Mosca           | 1 - 0     | Örebro         |
| FINALE PER IL 3º POSTO |           |                |
| IFK Göteborg           | 0 - 1     | Brøndby        |
| FINALI DI CONSOLAZIONE |           |                |
| Jablonec               | 1 - 1     | Midtjylland    |
| Copenaghen             | 4 - 2     | Mladá Boleslav |

CLASSIFICA FINALE:
1. Dinamo Mosca
2. Örebro
3. Brøndby
4. IFK Göteborg
5. Jablonec&  Midtjylland
6. Nessuna Classificata
7. Copenaghen
8. Mladá Boleslav

| Faro 7 febbraio 2015, ore 14:30 Finale                 | Dinamo Mosca | 1 – 0 referto | Örebro | Estádio Algarve |
| \| \| \| \| \| Balázs Dzsudzsák 75’ \| Marcatori \| \| |              |               |        |                 |
|                                                        |              |               |        |                 |
| Balázs Dzsudzsák 75’                                   | Marcatori    |               |        |                 |

### 2016
La formula rimane la stessa dell'anno precedente. Il vincitore del girone A, Jablonec, ha rifiutato di disputare la finale per il primo posto per problemi con l'orario dell'aereo per il ritorno a casa (la finale per il 5º posto era in programma alle 13:00 del 6 febbraio, mentre le due finali principali erano il 7). Al posto dei cechi è andato in finale l'Örebro che ha perso ai tiri di rigore (senza la disputa dei tempi supplementari) contro lo Zenit San Pietroburgo.
| GIRONE A | P.ti | G | V | N | P | GF | GS | DR |
| -------- | ---- | - | - | - | - | -- | -- | -- |
| Jablonec | 6    | 2 | 2 | 0 | 0 | 4  | 1  | +3 |
| Örebro   | 3    | 2 | 1 | 0 | 1 | 1  | 1  | 0  |
| Aarhus   | 3    | 2 | 1 | 0 | 1 | 1  | 2  | -1 |
| Kalmar   | 0    | 2 | 0 | 0 | 2 | 1  | 3  | -2 |

| GIRONE B              | P.ti | G | V | N | P | GF | GS | DR |
| --------------------- | ---- | - | - | - | - | -- | -- | -- |
| Zenit San Pietroburgo | 6    | 2 | 2 | 0 | 0 | 5  | 2  | +3 |
| Lokomotiv Mosca       | 3    | 2 | 0 | 2 | 0 | 1  | 1  | 0  |
| IFK Norrköping        | 2    | 2 | 0 | 1 | 1 | 3  | 4  | -1 |
| Brøndby               | 1    | 2 | 0 | 1 | 1 | 0  | 2  | -2 |

| data       | incontri                     | ris.  | (dtr) |
| ---------- | ---------------------------- | ----- | ----- |
| 31.01.2016 | Aarhus - Jablonec            | 0 - 2 |       |
| 31.01.2016 | Kalmar - Örebro              | 0 - 1 |       |
| 01.02.2016 | Lokomotiv Mosca - Norrköping | 1 - 1 | (4-6) |
| 01.02.2016 | Zenit - Brøndby              | 2 - 0 |       |
| 03.02.2016 | Jablonec - Kalmar            | 2 - 1 |       |
| 03.02.2016 | Örebro - Aarhus              | 0 - 1 |       |
| 04.02.2016 | Brøndby - Lokomotiv Mosca    | 0 - 0 | (2-3) |
| 04.02.2016 | Norrköping - Zenit           | 2 - 3 |       |

| Squadra 1              | Risultato       | Squadra 2             |
| ---------------------- | --------------- | --------------------- |
| FINALE PER IL 1º POSTO |                 |                       |
| Örebro                 | 1 - 1 (4-5 dcr) | Zenit San Pietroburgo |
| FINALE PER IL 3º POSTO |                 |                       |
| Aarhus                 | 2 - 1           | Lokomotiv Mosca       |
| FINALE PER IL 5º POSTO |                 |                       |
| Jablonec               | 3 - 2           | IFK Norrköping        |
| FINALE PER IL 7º POSTO |                 |                       |
| Kalmar                 | 1 - 2           | Brøndby               |

CLASSIFICA FINALE:
1. Zenit San Pietroburgo
2. Örebro
3. Aarhus
4. Lokomotiv Mosca
5. Jablonec
6. IFK Norrköping
7. Brøndby
8. Kalmar

| Arbitro: | Hélder Lamas (Braga) |

|                 |                      |                   |
| Artëm Dzjuba 4’ | Marcatori            | 53’ Karl Holmberg |
|                 | Tiri di rigore 5 – 4 |                   |

### 2017
Nel 2017 il torneo mantiene la stessa formula dell'anno precedente. A causa di circostanze impreviste, il calendario delle finali è stato cambiato. In quella per il 5º posto non sono stati calciati i tiri di rigore poiché l'Örebro aveva fretta di prendere l'aereo per tornare a casa.
| GIRONE A | P.ti | G | V | N | P | GF | GS | DR |
| -------- | ---- | - | - | - | - | -- | -- | -- |
| Jablonec | 5    | 2 | 1 | 1 | 0 | 4  | 2  | +2 |
| Šachtar  | 4    | 2 | 1 | 1 | 0 | 5  | 2  | +3 |
| Örebro   | 3    | 2 | 1 | 0 | 1 | 1  | 2  | -1 |
| Aalborg  | 0    | 2 | 0 | 0 | 2 | 0  | 4  | -4 |

| GIRONE B   | P.ti | G | V | N | P | GF | GS | DR |
| ---------- | ---- | - | - | - | - | -- | -- | -- |
| Rijeka     | 6    | 2 | 2 | 0 | 0 | 4  | 0  | +4 |
| Debrecen   | 3    | 2 | 1 | 0 | 1 | 2  | 1  | +1 |
| Djurgården | 3    | 2 | 1 | 0 | 1 | 1  | 1  | 0  |
| Aarhus     | 0    | 2 | 0 | 0 | 2 | 0  | 5  | -5 |

| data       | incontri              | ris.  | (dtr) |
| ---------- | --------------------- | ----- | ----- |
| 31.01.2017 | Örebro - Aalborg      | 1 - 0 |       |
| 31.01.2017 | Šachtar - Jablonec    | 2 - 2 | (5-6) |
| 01.02.2017 | Rijeka - Aarhus       | 3 - 0 |       |
| 01.02.2017 | Debrecen - Djurgården | 0 - 1 |       |
| 03.02.2017 | Aalborg - Šachtar     | 0 - 3 |       |
| 03.02.2017 | Jablonec - Örebro     | 2 - 0 |       |
| 04.02.2017 | Djurgården - Rijeka   | 0 - 1 |       |
| 04.02.2017 | Aarhus - Debrecen     | 0 - 2 |       |

| Squadra 1              | Risultato          | Squadra 2  |
| ---------------------- | ------------------ | ---------- |
| FINALE PER IL 1º POSTO |                    |            |
| Jablonec               | 0 - 3              | Rijeka     |
| FINALE PER IL 3º POSTO |                    |            |
| Šachtar                | 2 - 1              | Debrecen   |
| FINALE PER IL 5º POSTO |                    |            |
| Örebro                 | 1 - 1 (0 - 3 tav.) | Aarhus     |
| FINALE PER IL 7º POSTO |                    |            |
| Aalborg                | 0 - 0 (1-4 dcr)    | Djurgården |

CLASSIFICA FINALE
1. Rijeka
2. Jablonec
3. Šachtar
4. Debrecen
5. Aarhus (a tavolino)
6. Örebro (ha rifiutato di disputare i rigori per problemi di viaggio)
7. Djurgården
8. Aalborg

| Arbitro: | Nuno Almeida (Leiria) |

|                                                           |           |  |
| Mario Gavranović 50’ Alexander Gorgon 70’ Matic Črnic 80’ | Marcatori |  |

### 2018
Nel 2018 il torneo mantiene la stessa formula dell'anno precedente.. Il Rijeka ha abbandonato la competizione dopo la seconda partita, alla finale per il quinto posto è scalato il Beijing Guoan e a quello per il settimo è stato invitato lo Stade Nyonnais.
| GIRONE A       | P.ti | G | V | N | P | GF | GS | DR |
| -------------- | ---- | - | - | - | - | -- | -- | -- |
| Aarhus         | 6    | 2 | 2 | 0 | 0 | 4  | 1  | +3 |
| IFK Norrköping | 3    | 2 | 0 | 2 | 0 | 2  | 2  | 0  |
| Rijeka         | 2    | 2 | 0 | 1 | 1 | 2  | 3  | -1 |
| Beijing Guoan  | 0    | 2 | 0 | 1 | 1 | 1  | 3  | -2 |

| GIRONE B        | P.ti | G | V | N | P | GF | GS | DR |
| --------------- | ---- | - | - | - | - | -- | -- | -- |
| Jablonec        | 5    | 2 | 1 | 1 | 0 | 3  | 2  | +1 |
| Shamrock Rovers | 4    | 2 | 0 | 2 | 0 | 0  | 0  | 0  |
| Dalkurd         | 2    | 2 | 0 | 2 | 0 | 1  | 1  | 0  |
| Hammarby        | 1    | 2 | 0 | 1 | 1 | 1  | 2  | -1 |

| data       | incontri                   | ris.  | (dtr) |
| ---------- | -------------------------- | ----- | ----- |
| 29.01.2018 | Aarhus - Rijeka            | 2 - 1 |       |
| 29.01.2018 | Norrköping - Beijing Guoan | 1 - 1 | (4-2) |
| 30.01.2018 | Jablonec - Hammarby        | 2 - 1 |       |
| 30.01.2018 | Shamrock Rovers - Dalkurd  | 0 - 0 | (6-5) |
| 02.02.2018 | Rijeka - Norrköping        | 1 - 1 | (5-4) |
| 02.02.2018 | Beijing Guoan - Aarhus     | 0 - 2 |       |
| 03.02.2018 | Dalkurd - Jablonec         | 1 -1  | (4-5) |
| 03.02.2018 | Hammarby - Shamrock Rovers | 0 - 0 | (2-4) |

| Squadra 1              | Risultato       | Squadra 2       |
| ---------------------- | --------------- | --------------- |
| FINALE PER IL 1º POSTO |                 |                 |
| Aarhus                 | 1 - 1 (5-4 dtr) | Jablonec        |
| FINALE PER IL 3º POSTO |                 |                 |
| IFK Norrköping         | 1 - 1 (4-1 dtr) | Shamrock Rovers |
| FINALE PER IL 5º POSTO |                 |                 |
| Beijing Guoan          | 1 - 3           | Dalkurd         |
| FINALE PER IL 7º POSTO |                 |                 |
| Stade Nyonnais         | 1 - 2           | Hammarby        |

CLASSIFICA FINALE :
RIT  Rijeka
1. Aarhus
2. Jablonec
3. IFK Norrköping
4. Shamrock Rovers
5. Dalkurd
6. Beijing
7. Hammarby
8. Stade Nyonnais (A sostituire Rijeka)

| Faro 5 febbraio 2018, ore 21:00 Finale                                                                 | Aarhus               | 1 – 1 referto       | Jablonec | Estádio Algarve |
| \| \| \| \| \| Tobias Sana 25’ \| Marcatori \| 51’ Jakub Považanec \| \| \| Tiri di rigore 5 – 4 \| \| |                      |                     |          |                 |
| |                      |                     |          |                 |
| Tobias Sana 25’                                                                                        | Marcatori            | 51’ Jakub Považanec |          |                 |
| | Tiri di rigore 5 – 4 |                     |          |                 |

### 2019
Nella nona edizione viene riproposto il format del 2014, con la differenza che le squadre disputano ciascuna 2 partite invece di 3. Partecipano 9 squadre da 7 nazioni.
| Squadre        | Pti | G | V | NV | NP | P | GF | GS | DR |
| -------------- | --- | - | - | -- | -- | - | -- | -- | -- |
| Salisburgo     | 6   | 2 | 2 | 0  | 0  | 0 | 3  | 0  | +3 |
| Jablonec       | 5   | 2 | 1 | 1  | 0  | 0 | 2  | 1  | +1 |
| IFK Norrköping | 4   | 2 | 1 | 0  | 1  | 0 | 5  | 2  | +3 |
| Slavia Praga   | 3   | 2 | 1 | 0  | 0  | 1 | 2  | 1  | +1 |
| Aarhus         | 3   | 2 | 1 | 0  | 0  | 1 | 3  | 3  | +0 |
| Farense        | 3   | 2 | 0 | 1  | 1  | 0 | 2  | 2  | +0 |
| Beijing Guoan  | 2   | 2 | 0 | 1  | 0  | 1 | 1  | 3  | -2 |
| Mattersburg    | 1   | 2 | 0 | 0  | 1  | 1 | 2  | 5  | -3 |
| Rosenborg      | 0   | 2 | 0 | 0  | 0  | 2 | 2  | 5  | -3 |

| data       | incontri                 | ris.  | (dtr) |
| ---------- | ------------------------ | ----- | ----- |
| 25.01.2019 | Farense - Jablonec       | 1 - 1 | (5-6) |
| 27.01.2019 | Slavia - Salisburgo      | 0 - 1 |       |
| 28.01.2019 | Jablonec - Aarhus        | 1 - 0 |       |
| 30.01.2019 | Beijing - Mattersburg    | 1 - 1 | (3-1) |
| 01.02.2019 | Salisburgo - Beijing     | 2 - 0 |       |
| 01.02.2019 | Rosenborg - Slavia       | 0 - 2 |       |
| 04.02.2019 | Mattersburg - Norrköping | 1 - 4 |       |
| 04.02.2019 | Aarhus - Rosenborg       | 3 - 2 |       |
| 06.02.2019 | Norrköping - Farense     | 1 - 1 | (1-3) |

### 2020
L'edizione 2020 è tornata al formato a due gruppi, visto l'ultima volta nel 2018.

### 2022
Il torneo del 2022 doveva originariamente seguire il formato a due gruppi. Tuttavia, l'AIK Stockholm è stata costretta a ritirarsi a causa del COVID, costringendo a un cambio di formato e accogliendo l'F.C. Copenaghen nel torneo.

### 2023
Il torneo 2023 si è svolto dal 2 al 10 febbraio 2023 con 10 squadre partecipanti.